# William P. Foster
William Patrick Foster (* 25. August 1919 in Kansas City, Kansas; † 28. August 2010 in Tallahassee, Florida) war ein US-amerikanischer Musiker, Bandleader und Musikpädagoge.
Foster lernte als Jugendlicher Klarinette und studierte Musik an der University of Kansas. Er erwarb 1941 in Kansas den Bachelor und 1950 den Master an der Wayne State University in Musik; 1955 promovierte er am Lehrerkolleg der Columbia University in Musikpädagogik und strebte eine Karriere als Orchesterleiter an Schulen an. Seine erste Band gründete er an der Lincoln High School in Springfield (Missouri); dann ging er 1946 an das afroamerikanische Tuskegee Institute in Alabama, wo er ein Schulorchester aufbaute. Später leitete er seine Florida A&M Marching 100 Band in Tallahassee, die Stücke wie „Alexander’s Ragtime Band“ interpretierte und anfangs meist Marschmusik von John Philip Sousa spielte. Zu den bekanntesten Bandmitgliedern zählt der Saxophonist Julian „Cannonball“ Adderley. Foster entwickelte mit ihr im Laufe der Jahre ein Repertoire aus der Themen afroamerikanischer Popularmusik, das Bestandteile von Jazz und Pop wie James Brown integrierte. Sie trat auch beim Super Bowl, den Inaugurationsfeiern der US-Präsidenten Clinton und Obama sowie bei der Vergabe von Grammy Awards, den Olympischen Spielen und im nationalen Fernsehen auf. Foster schrieb auch zwei autobiographische Werke, The Man Behind the Baton und Band Pageantry: A Guide for the Marching Band. Seine Laufbahn als Leiter der Florida A&M Band beendete er 1998.